# 曹刚川
曹刚川（1935年12月—），汉族，河南舞阳（今河南省舞钢市）人。中国共产党、中华人民共和国政治人物，原副国级领导人，中国人民解放军上将军衔。苏联炮兵军事工程学院毕业，大学学历。曾任中共中央政治局委员，中共中央军委副主席，总装备部部长、党委书记，解放军选举委员会副主任，国务委员兼国防部部长。

## 经历
1954年漯河高中毕业，同年7月参加中国人民解放军。1954年至1956年在解放军南京第三炮兵军械技术学校、第一军械技术学校学习。1956年7月加入中国共产党。1956年任第一军械技术学校教员。1956年至1957年在大连俄语专科学校学习。1957年至1963年在苏联炮兵军事工程学院学习。

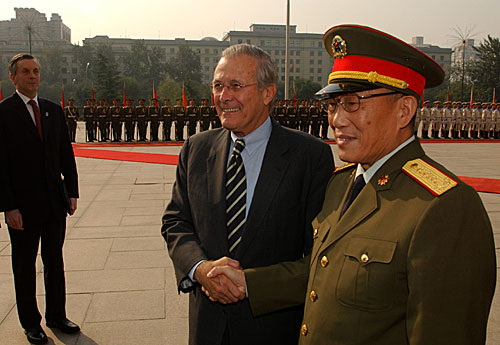
中国国防部长曹刚川与访华的美国国防部长唐纳德·拉姆斯菲尔德会面（2005年10月18日摄于北京）

1963年至1969年任总后勤部军械部弹药处助理员。1969年至1975年任总后勤部装备部兵工处助理员。1975年至1979年任总参谋部装备部综合计划处参谋。1979年至1982年任总参谋部装备部综合计划处副处长。1982年至1989年任总参谋部装备部副部长。
1988年9月被授予少将军衔。
1989年至1990年任总参谋部军务部部长（其间：1990年在国防大学高级干部哲学轮训班学习）。1990年至1992年任军委军品贸易办公室主任。1992年至1994年解放军副总参谋长。
1993年7月晋升为中将军衔。
1994年至1996年任解放军第一副总参谋长、总参谋部党委副书记。1996年至1998年任国防科学技术工业委员会主任、党委书记。1998年3月晋升为上将军衔。1998年4月任解放军总装备部部长、党委书记。1998年11月任中共中央军委委员、解放军总装备部部长、党委书记。1998年至2002年中共中央军事委员会委员，中华人民共和国中央军事委员会委员，解放军总装备部部长、党委书记。
2002年11月15日，曹刚川在中共十六届一中全会上晋升中共中央政治局委员和中央军委副主席，成为党和国家领导人。2003年3月17日，经国务院总理温家宝提名，国家主席胡锦涛发布第二号中华人民共和国主席令，根据中华人民共和国第十届全国人民代表大会第一次会议的决定，曹刚川被任命为国务委员，兼国防部部长。2007年10月22日，71岁的曹刚川在中共十七届一中全会后卸任中共中央政治局委员和中央军委副主席，并在2008年3月举行的十一届全国人大一次会议后卸任国家军委副主席、国务委员和国防部长等职务退休。